# Riparia (madárnem)
A Riparia a madarak osztályának (Aves) a verébalakúak (Passeriformes) rendjébe és a fecskefélék (Hirundinidae) családjába tartozó nem.

## Rendszerezésük
A nemet Johann Reinhold Forster írta le 1817-ben, az alábbi fajok tartoznak ide:
- Riparia cincta[2] vagy Phedina cincta[1]
- barnatorkú partifecske (Riparia paludicola)
  - Riparia paludicola minor vagy Riparia minor őslénytani leletek Magyarországról kerültek elő, a miocén korból, Polgárdi területéről.[3]
- Riparia chinensis
- kongói partifecske (Riparia congica)
- partifecske (Riparia riparia)
- Riparia diluta